# Aircraft And Shipbuilding Industries Act
De Aircraft and Shipbuilding Industries Act 1977 is een wet van het Britse parlement op basis waarvan grote delen van de Britse lucht- en ruimtevaartindustrie en de scheepsbouwindustrie zijn genationaliseerd. De uitkomst van deze wet was de oprichting van British Aerospace en British Shipbuilders.

## Voortraject
De nationalisatie van de twee industrieën was opgenomen in het programma van de Labour partij voor de algemene verkiezingen in februari 1974. Labour won de verkiezingen en  Harold Wilson werd premier. Het voorstel stuitte direct op tegenstand van de industrie en tot felle discussies in het parlement. Aanvankelijk was ook de nationalisatie van de scheepsreparatie voorzien, maar dit voorstel haalde het niet.

## Compensatie
De nationalisatiewet werd aangekondigd in juli 1974. Voor de eigenaren was een compensatieregeling, maar de voorstellen hiertoe werden pas in maart 1975 bekend gemaakt. De eigenaren van beursgenoteerde ondernemingen kregen een vergoeding gebaseerd op de gemiddelde aandelenkoers over een periode van zes maanden tot de verkiezingen op 28 februari 1974. Voor niet-beursgenoteerde aandelen werd de waarde bepaald aan de hand van onderhandelingen om zo een hypothetische marktwaarde vast te stellen. Als er geen overeenstemming werd bereikt, konden de partijen naar een arbitragecommissie stappen. De verkopende eigenaren kregen geen geld, maar overheidsobligaties. Na de verkiezingswinst van Margaret Thatcher en haar Conservatieve partij in 1979 ging het nationalisatieproces nog door en tegen het einde van 1980 waren alle eigenaren gecompenseerd.

## Uitwerking

### Lucht- en ruimtevaart
Op 29 april 1977 werd British Aerospace opgericht. In dit bedrijf kwamen de activiteiten samen van: British Aircraft Corporation, Hawker Siddeley Aviation, Hawker Siddeley Dynamics en Scottish Aviation.
In opvolging van de regels van de British Aerospace Act 1980 werd het bedrijf op 1 januari 1981 een naamloze vennootschap. Op 4 februari 1981 verkocht de regering 51,6% van de aandelen en de rest van de aandelen volgde in 1985. British Aerospace nam in november 1999 Marconi Electronic Systems over van General Electric Company plc en de twee zijn verder gegaan als BAE Systems.

### Scheepsbouw
Op 1 september 1977 werd British Shipbuilders opgericht. In dit staatsbedrijf kwamen niet minder dan 27 grote scheepsbouw- en scheepsmotorenbedrijven samen. Na de oprichting werden nog eens zes scheepsreparatiebedrijven en een scheepswerf overgenomen. British Shipbuilders had daarmee 97% van de Britse nieuwbouwcapaciteit voor koopvaardijschepen in handen, 100% van de capaciteit voor oorlogsschepen, 100% van de productie van scheepsdieselmotoren en ongeveer de helft van de scheepsreparatiecapaciteit. In het oprichtingsjaar telde het bedrijf zo'n 86.600 medewerkers en leed het een verlies vóór belastingen van 108 miljoen pond sterling. Harland and Wolff, de enige scheepsbouwer in Noord-Ierland, werd niet opgenomen in British Shipbuilders, ondanks het feit dat het in handen was van de overheid.
De industrie kampte met hevige concurrentie en met overcapaciteit. Bouwde het Verenigd Koninkrijk in 1973 nog bijna 7% van alle schepen in de wereld, in 1980 was dit ruimschoots gehalveerd naar iets meer dan 3%. Begin jaren tachtig was de helft van de scheepsbouwcapaciteit gesloten en waren veel banen verloren gegaan. In 1981 werkten nog 67.000 mensen bij het bedrijf.
In 1983 werd het beleid omgekeerd, de regering onder leiding van Thatcher besloot alles te privatiseren. Als eerste werden de winstgevende werven van oorlogsschepen verkocht, dat waren Vickers, Yarrow en Vospers Thornycroft. Voor de werven die koopvaardijschepen bouwden was minder belangstelling, niet voor alle werven kon een koper gevonden worden en pas in 1989 was het proces afgerond. Werkten in 1977 nog zo'n 40.000 werknemers aan nieuwe schepen, in 1990 was dit gedaald naar 9000. In haar bestaan heeft British Shipbuilders de Britse belastingbetaler zo'n 2 miljard pond gekost.

## Naslagwerk
- (en)  Raquel Varela, e.a. Shipbuilding and ship repair workers around the world: case studies 1950-2010. Amsterdam University Press, 2017